# 阿姆斯特德 (蒙大拿州)
阿姆斯特德（英語：Armstead）是一座位於美國蒙大拿州比弗黑德縣的聚居故地，南部距離比弗黑德縣縣治迪龍大約21英里（34），以礦工哈利·阿姆斯特德（英語：Harry Armstead）命名。坐落於比弗黑德河狹窄的溪流, 瀕臨草原馬溪口附近。此鎮是聯合太平洋鐵路爱达荷福尔斯至比尤特路綫的一座車站的所在地，且在1907至1962年有一郵政局。
阿姆斯特德最廣爲人知的是吉爾莫和匹兹堡鐵路的東端終點及公司總局的所在地，該公司于1910至1939年運營一條通往沙蒙鐵路。
刘易斯与克拉克远征隊於1805年向西跋涉時途經了未來阿姆斯特德的所在地。
1961年，位於阿姆斯特德的克拉克峽谷大壩開始開工建設，1964完工，但完全淹沒了整個阿姆斯特德舊址。當決定建造大壩時該鎮仍然存在，但被淹沒時，一些人仍然不認爲阿姆斯特德是一座鬼鎮。當水位足夠低時，舊公路、鐵路，以及一些建築的地基依然可見。